# 64e bataillon de chasseurs alpins
Le 64e bataillon de chasseurs alpins (64e BCA) est une unité militaire dissoute de l'infanterie alpine française (chasseurs alpins) qui participa notamment aux deux conflits mondiaux.

## Création et différentes dénominations
- 1914 : formation du 3 au 5 août à Villefranche-sur-Mer, du 64e bataillon de chasseurs alpins, à partir du 24e BCA,
- 1919 : dissolution en mars,
- 1939 : nouvelle création du 64e BCA, comme bataillon de réserve de série A,
- 1940 : dissolution

## Historique des garnisons, campagnes et batailles

### Première Guerre mondiale

#### Rattachements successifs
- 65e Division d'Infanterie d'août à septembre 1914,
- 47e Division d'Infanterie de janvier 1915 à mars 1916.

#### 1914
Somme (Péronne). Bataille de la Marne (région de Bouillancy). Aisne (Nouvron, Vingré).

#### 1915
Crouy. Alsace (Petit Reichacker, Klizenstein), bataille du Reichsackerkopf.

#### 1916
Alsace. Somme (Cléry, Sailly Saillisel). Alsace.

#### 1917
Chemin des Dames (Bois de Beaumarais, Craonne, les Bovettes, la Malmaison). Alsace.

#### 1918
Alsace (Hartmann). Somme et Aisne (Gros Hêtre, Moreuil, Vauxaillon, Mont des Singes). Ligne Hindenburg. Canal de la Sambre.

## Traditions

### Drapeau
Comme tous les autres bataillons et groupes de chasseurs, leN e BCA ne dispose pas d'un drapeau propre. (Voir le drapeau des chasseurs).

## Sources et bibliographie
- Bataillon de chasseurs durant la grande guerre.
- Citations collectives des bataillons de chasseurs de 1914-1918.
- Historique du 64e bataillon de chasseurs à pied pendant la guerre 1914-1918 : honneur et patrie, Nancy, impr. Berger-Levrault, 47 p., lire en ligne sur Gallica.